# 朱公鋉
保安莊簡王朱公鋉（1435年4月19日—1475年10月3日），明朝秦藩第三代保安王，保安悼順王朱志垌之嫡第二子，母妃何氏。

## 生平
宣德十年三月二十一日（1435年4月19日）生。正統元年（1436年），父親保安悼順王朱志垌去世。正統十年（1445年），獲賜名公鋉。正統十一年五月二十五日（1446年6月19日），襲封保安王。
正統十二年（1447年），定歲祿為一千石，米鈔中半兼支。天順元年（1457年），祿米加至七百石，餘三百石折鈔。同年，獲賜官鹽引，每年三十引。成化十年（1474年），祿米加至八百石，餘二百石折鈔。
成化十一年九月四日（1475年10月3日）薨，享年四十一歲，在位三十年，諡號莊簡。三年後，其嫡子朱誠潢襲爵。

## 家庭

### 妻
- 陳氏，西安後衛指揮僉事陳憼之女，景泰二年（1451年）封保安王妃[8]，生朱誠潢。弘治八年（1495年）因子亡絕後，獲賜餋贍米，每月十石[9]。

### 妾
- 陳氏，生朱誠淥[10]。
- 武氏，生朱誠漖[11]。

### 子
- 庶第一子：朱誠，夭折[12]
- 嫡第三子：保安王長子→保安榮穆王朱誠潢[13]
- 子：朱誠汲，夭折[14]
- 庶第七子：鎮國將軍→保安昭和王朱誠淥[10]
- 庶第九子：鎮國將軍→保安靖和王朱誠漖[11]
- 庶第十子：鎮國將軍朱誠洀[15]

### 女
- 長女：上洛縣主，儀賓申文[16]

## 墓葬
成化十二年九月四日（1476年9月21日），朱公鋉葬於陝西西安府咸寧縣高望里鳳棲原祖陵之側。

[誌蓋]

大明宗室保安莊簡王妃陳氏合塟壙誌

[誌文]

　大明宗室保安莊簡王壙誌

　　王諱公鋉，

太祖高皇帝之玄孫，

　秦愍王之曾孫，保安懷僖王之孫，悼順王之嫡次子也。母妃

　　何氏。王生於宣德乙卯三月二十一日。正統丙寅五月二

　　十五日，襲封保安王。享年四十有一。妃陳氏，西安後衛指

　　揮僉事憼之女。子四：嫡長誠潢，封長子，聘夫人何氏；庶次

　　誠淥、誠漖，皆封鎮國將軍；誠洀，幼，未封。女三：長封上洛縣

　　主，適儀賓申文；次二，俱幼，未封。王薨於成化乙未九月四

　　日。訃聞，

皇上震悼，輟視朝素服一日，即

命禮部遣行人王勉諭祭，

錫諡莊簡，仍

命工部遣觀政進士車明理齎

賜銘旌，并欽天監陰陽人高銘擇地，督同有司營葬如制。在亰

　親王及文武大臣皆致祭焉。卜今成化丙申九月二日，葬于

　　咸寧縣高望里鳳棲原

　祖陵之側。嗚呼！王生長

宗室，為國藩輔，茂膺封爵，貴富兼隆。終於正寢，夫復何憾。用述

　　其㮣，納諸幽壙云。

　　成化十二年歲在丙申季秋吉日誌。